# تانیا مالیارچوک
تانیا مالیارچوک (اوکراینی: Тетяна "Таня" Володимирівна Малярчук؛ زادهٔ ۱۹۸۳) نویسندهٔ اوکراینی است که به اوکراینی، و به تازگی آلمانی، می‌نویسد. او در وین زندگی می‌کند.

## پیشه
تانیا مالیارچوک کارش را با چندین جلد داستان کوتاه و رمان کوتاه آغاز کرد. اولین رمان او، زندگینامهٔ یک معجزهٔ اتفاقی، در سال ۲۰۱۲ منتشر شد. مالیارچوک از سال ۲۰۱۴ نوشتن به زبان آلمانی را آغاز کرد. او در سال ۲۰۱۸ برای قورباغه‌ها در دریا، متنی منتشرنشده که در جشنوارهٔ ادبیات آلمانی‌زبان خوانده بود، برندهٔ جایزهٔ اینگه‌بورگ باخمن شد. آثار اوکراینی او از سال ۲۰۰۹ به زبان آلمانی ترجمه شده‌اند. برخی نیز به زبان انگلیسی ترجمه شده‌اند.